# NGC 1636
NGC 1636 é uma galáxia espiral (Sab) localizada na direcção da constelação de Eridanus. Possui uma declinação de -08° 36' 28" e uma ascensão recta de 4 horas, 40 minutos e 40,2 segundos.
A galáxia NGC 1636 foi descoberta em 30 de Janeiro de 1786 por William Herschel.